# السويرقية (دوعن)
'

تعديل مصدري - تعديل

السويرقية هي إحدى قرى عزلة صيف بمديرية دوعن التابعة لمحافظة حضرموت، بلغ تعداد سكانها 58 نسمة حسب تعداد اليمن لعام 2004.